# Иванов, Дмитрий Владимирович (математик)
Дми́трий Влади́мирович Ивано́в (род. 15 июня 1977 года) — российский учёный-математик, специалист в области локационных и телекоммуникационных систем, член-корреспондент РАН (2016). Проректор Поволжского государственного технологического университета, гор. Йошкар-Ола.

## Биография
Родился в 1977 году.
В 1999 году — окончил физико-математический факультет Марийского государственного университета, специальность «прикладная математика».
В 2002 году защитил кандидатскую, а в 2007 году — докторскую диссертацию.
С 1999 года по настоящее время — работает в Поволжском государственном технологическом университете, где прошёл путь от ассистента кафедры высшей математики до проректора по научной работе и инновационной деятельности (с 2013 года).
В феврале 2016 года — присвоено почётное учёное звание профессора РАН.
Осенью 2016 года избран членом-корреспондентом РАН по Отделению нанотехнологий и информационных технологий РАН.
С 13 июня 2024 года - главный учёный секретарь Высшей аттестационной комиссии .

## Научная деятельность
Д. В. Иванов — специалист в области локационных и телекоммуникационных систем.
Автор и соавтор свыше 200 научных публикаций, в том числе 3 монографий и 12 авторских свидетельств и патентов.
Основные научные результаты:
- создана теоретическая база защищённой передачи информации за счет использования эффекта частотной дисперсии высокого порядка широкополосных и сверхширокополосных декаметровых радиоканалов;
- решена проблема создания в ионосфере Земли широкополосных декаметровых радиоканалов, обеспечивающих повышенную скрытность передачи информации;
- разработана и используется на практике уникальная мобильная система частотного обеспечения широкополосной декаметровой связи на основе технологии программно-конфигурируемых радиосистем, позволяющая решить проблему обеспечения работы когнитивных систем связи в условиях сильной частотной дисперсии.

## Научно-организационная деятельность
- член бюро Научного совета по распространению радиоволн РАН;
- заместитель председателя диссертационного совета;
- председатель редакционного совета журнала "Вестник ПГТУ. Серия «Радиотехнические и инфокоммуникационные системы»;
- член Координационного совета профессоров РАН.

## Награды
- Благодарность Президента Российской Федерации (5 февраля 2024 года) — за заслуги в развитии отечественной науки, многолетнюю плодотворную деятельность и в связи с 300-летием со дня основания Российской академии наук[5]